# Filtr powietrza (technika)

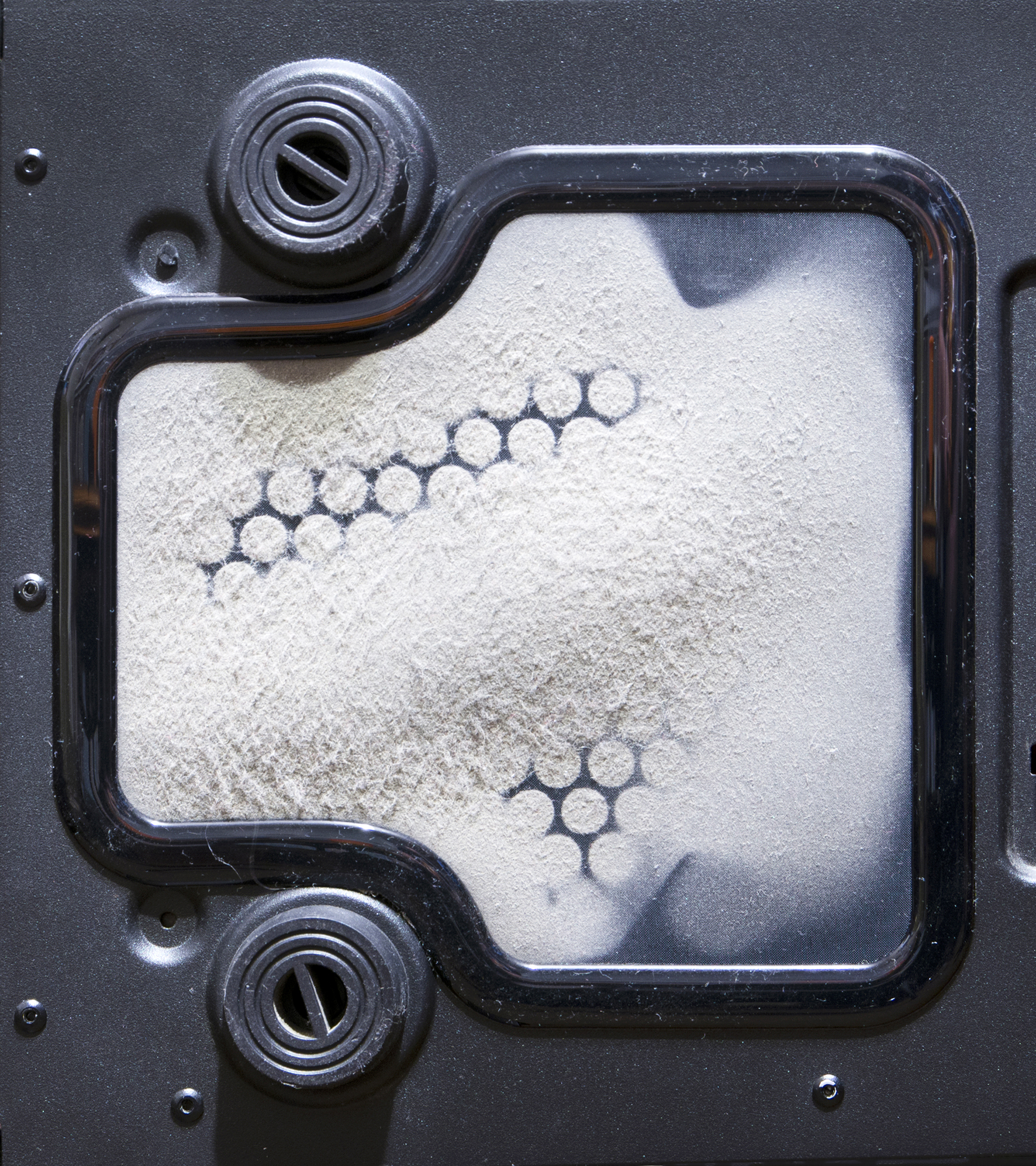
Filtr obudowy komputera pokryty warstwą kurzu

Filtr powietrza (inaczej filtr cząsteczkowy lub też filtr przeciwpyłowy) – urządzenie, które w procesie filtracji (oczyszczania) powietrza (gazu) separuje cząsteczki stałe (np. pył) ze strumienia przepływającego powietrza (gazu) oraz zatrzymuje je na powierzchni lub pomiędzy elementami filtracyjnymi (np. włóknami) poprzez mechanizmy filtracji.

## Podstawa prawna
W Polsce w celach klasyfikacji filtrów powietrza obowiązują następujące polskie normy:
- PN-EN ISO 16890-1:2017-01 – Przeciwpyłowe filtry powietrza do wentylacji ogólnej – Część 1: Specyfikacje techniczne, wymagania i system klasyfikacji skuteczności określony na podstawie wielkości cząstek pyłu (ePM)
- PN-EN ISO 16890-2:2017-01 – Przeciwpyłowe filtry powietrza do wentylacji ogólnej – Część 2: Pomiar skuteczności filtracji w funkcji wymiaru cząstek oraz oporu przepływu powietrza
- PN-EN ISO 16890-3:2017-01 – Przeciwpyłowe filtry powietrza do wentylacji ogólnej – Część 3: Określanie skuteczności filtracji metodą grawimetryczną i oporu przepływu powietrza w zależności od masy zatrzymywanego pyłu
- PN-EN ISO 16890-4:2017-01 – Przeciwpyłowe filtry powietrza do wentylacji ogólnej – Część 4: Metoda kondycjonowania mająca na celu wyznaczenie minimalnej badawczej skuteczności filtracji w funkcji wymiaru cząstek
- PN EN 1822-1:2009 Wysokoskuteczne filtry powietrza (EPA, HEPA i ULPA) – Część 1: Klasyfikacja, badanie parametrów, znakowanie
- PN EN 1822-2:2009 Wysokoskuteczne filtry powietrza (EPA, HEPA i ULPA) – Część 2: Wytwarzanie aerozolu, przyrządy pomiarowe, statystyka zliczania cząstek
- PN EN 1822-3:2009 Wysokoskuteczne filtry powietrza (EPA, HEPA i ULPA) – Część 3: Badanie płaskiego materiału filtracyjnego
- PN EN 1822-4:2009 Wysokoskuteczne filtry powietrza (EPA, HEPA i ULPA) – Część 4: Określanie przecieku filtra (metoda przeszukiwania)
- PN EN 1822-4:2009 Wysokoskuteczne filtry powietrza (EPA, HEPA i ULPA) – Część 5: Określanie skuteczności filtru

Normy wycofane i zastąpione przez nową normę PN-EN ISO 16890 od 1 stycznia 2017:
- PN EN 779:2012 Przeciwpyłowe filtry powietrza do wentylacji ogólnej – Określanie parametrów filtracyjnych

## Podział i zastosowanie filtrów

### Podział filtrów ze względu na skuteczność filtracji
- Filtr wstępny – filtr powietrza sklasyfikowany do jednej z klas – G1,G2,G3,G4. Do zastosowania jako:Filtr kieszeniowy

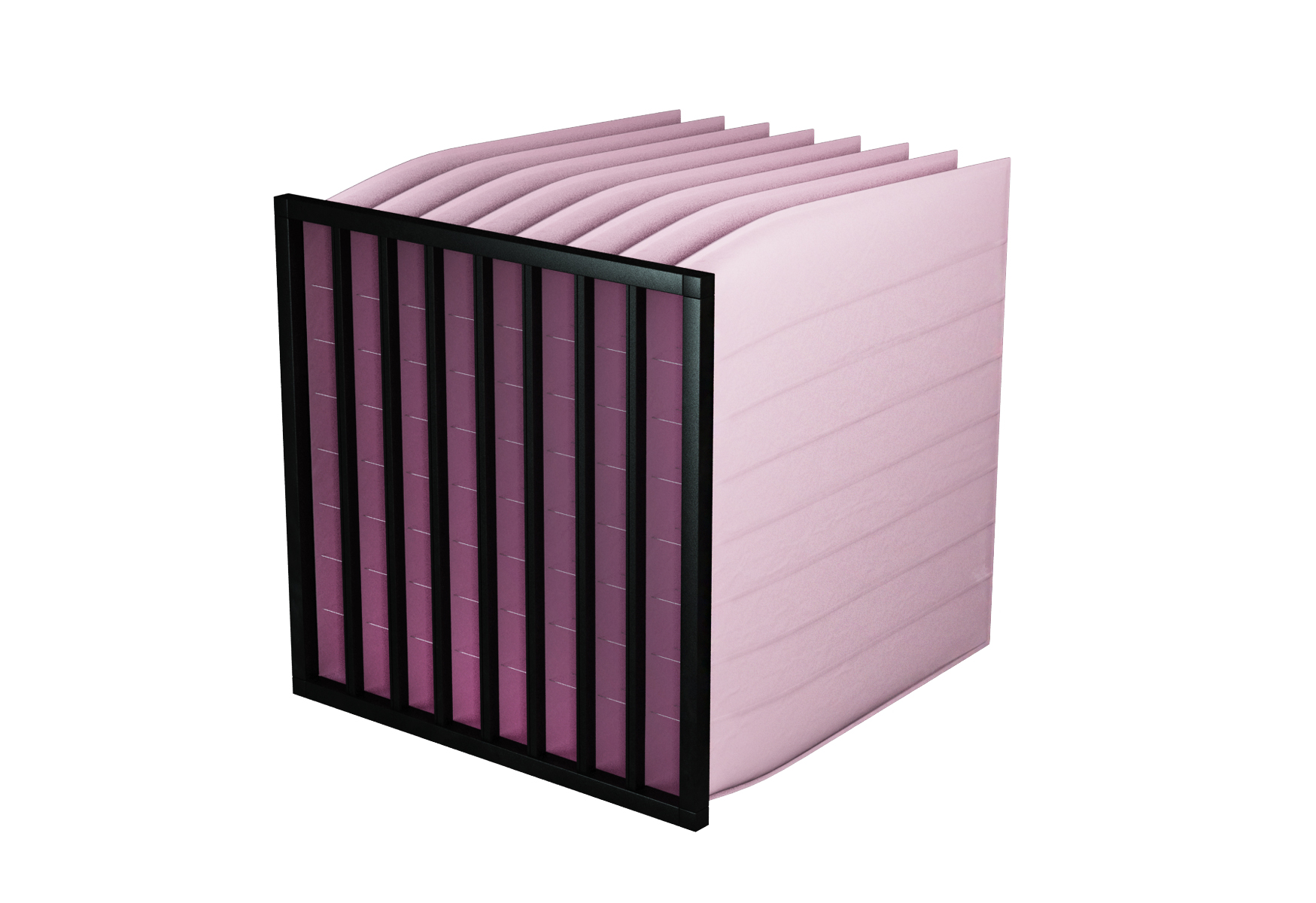
Filtr kieszeniowy

  - filtr 1 stopnia oczyszczania lub główny układu HVAC

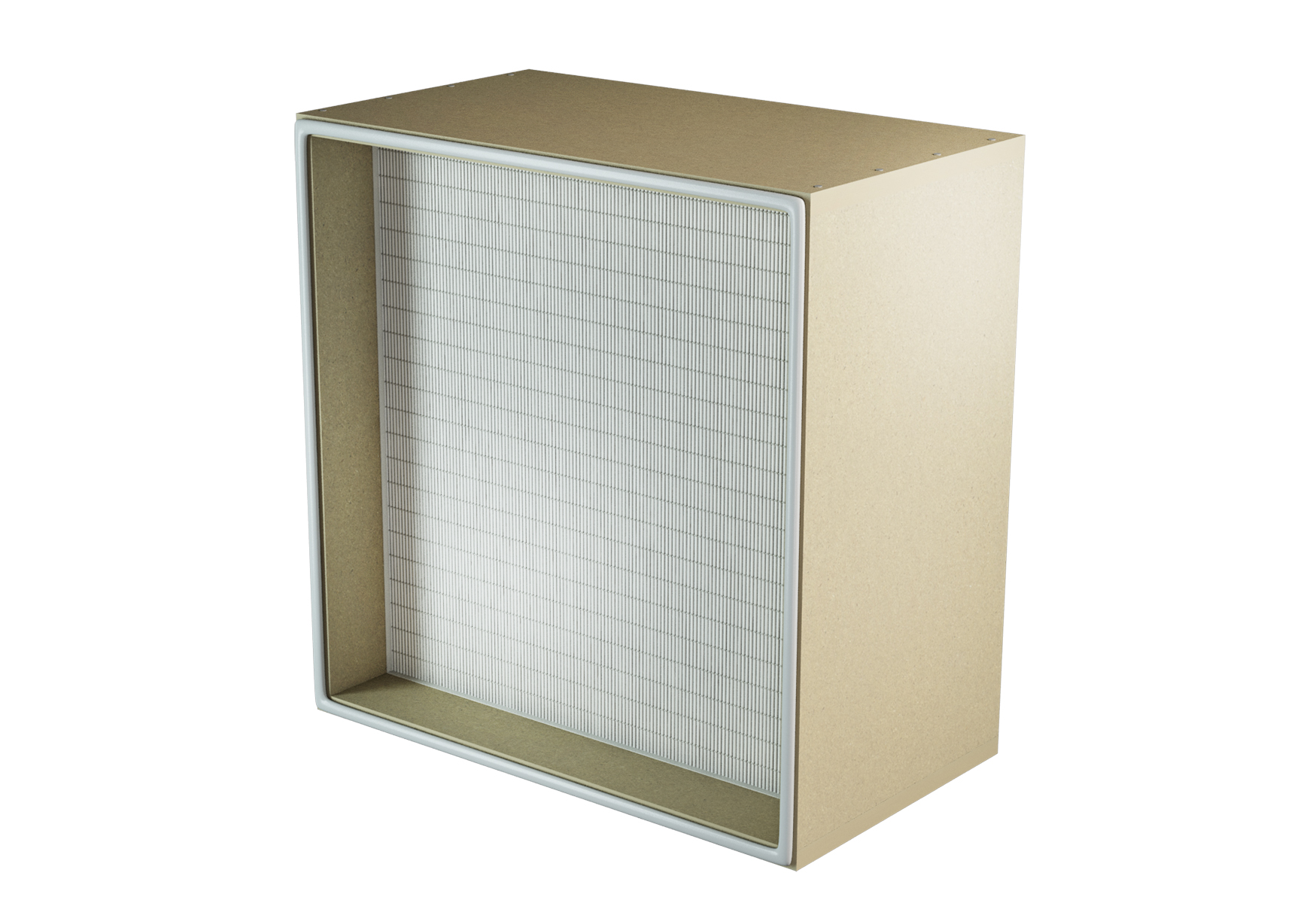
Filtr kompaktowy

  - filtr ochrony urządzeń układu HVAC
  - prefiltr przed filtrami o wyższej skuteczności filtracjiFiltr kasetowy

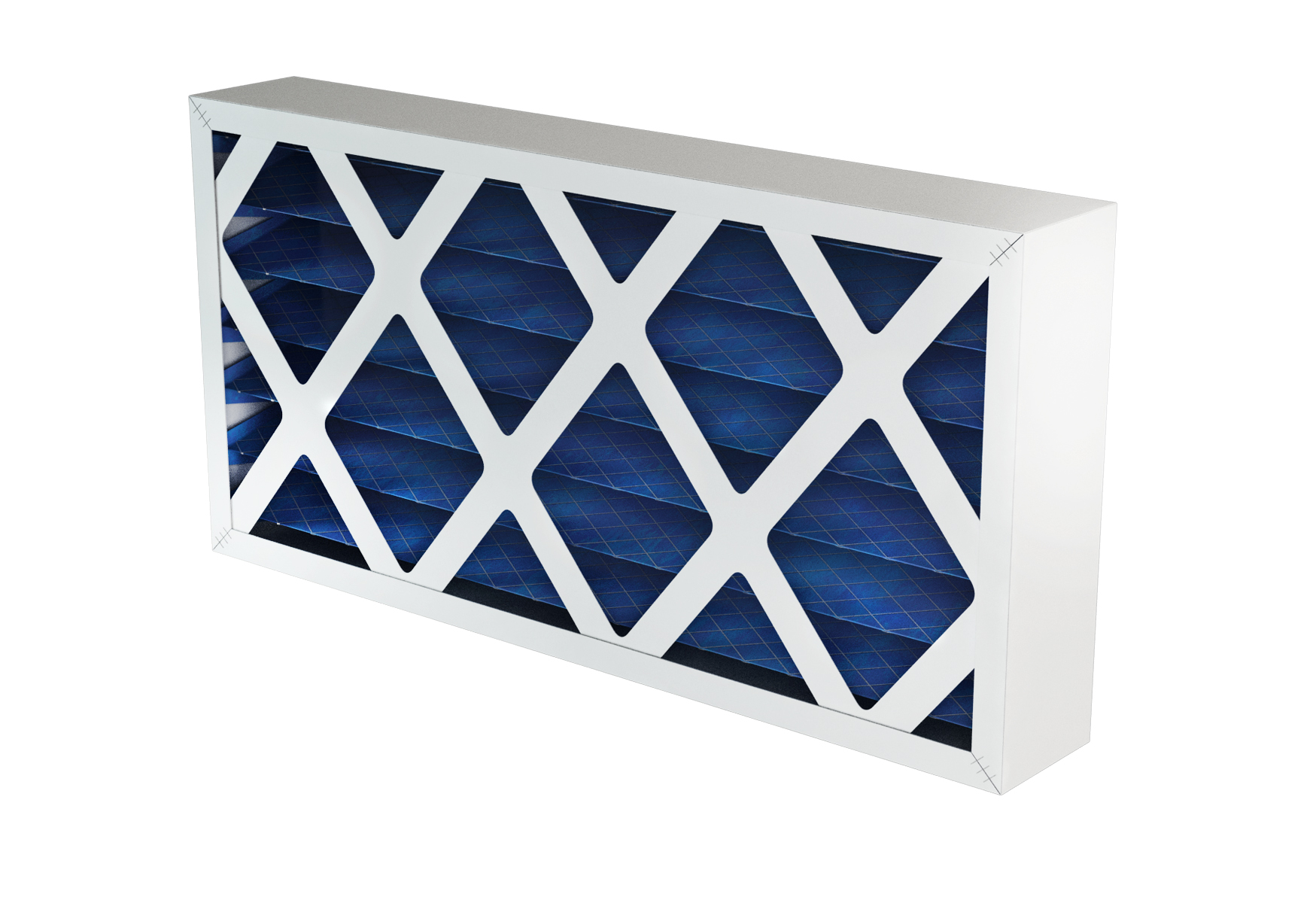
Filtr kasetowy

  - filtr powierza usuwanego w komorach lakierniczych i kuchniach
  - filtr w klimatyzatorach autonomicznych (np. okiennych)
  - filtr wstępny dla filtrów klasy M6–F8
- Filtr medium – filtr powietrza sklasyfikowany do jednej z klas – M5, M6. Do zastosowania jako:
  - filtr 1 stopnia oczyszczania lub główny układu HVACFiltr kompaktowy
  - filtr ochrony urządzeń układu HVACFiltr typu V

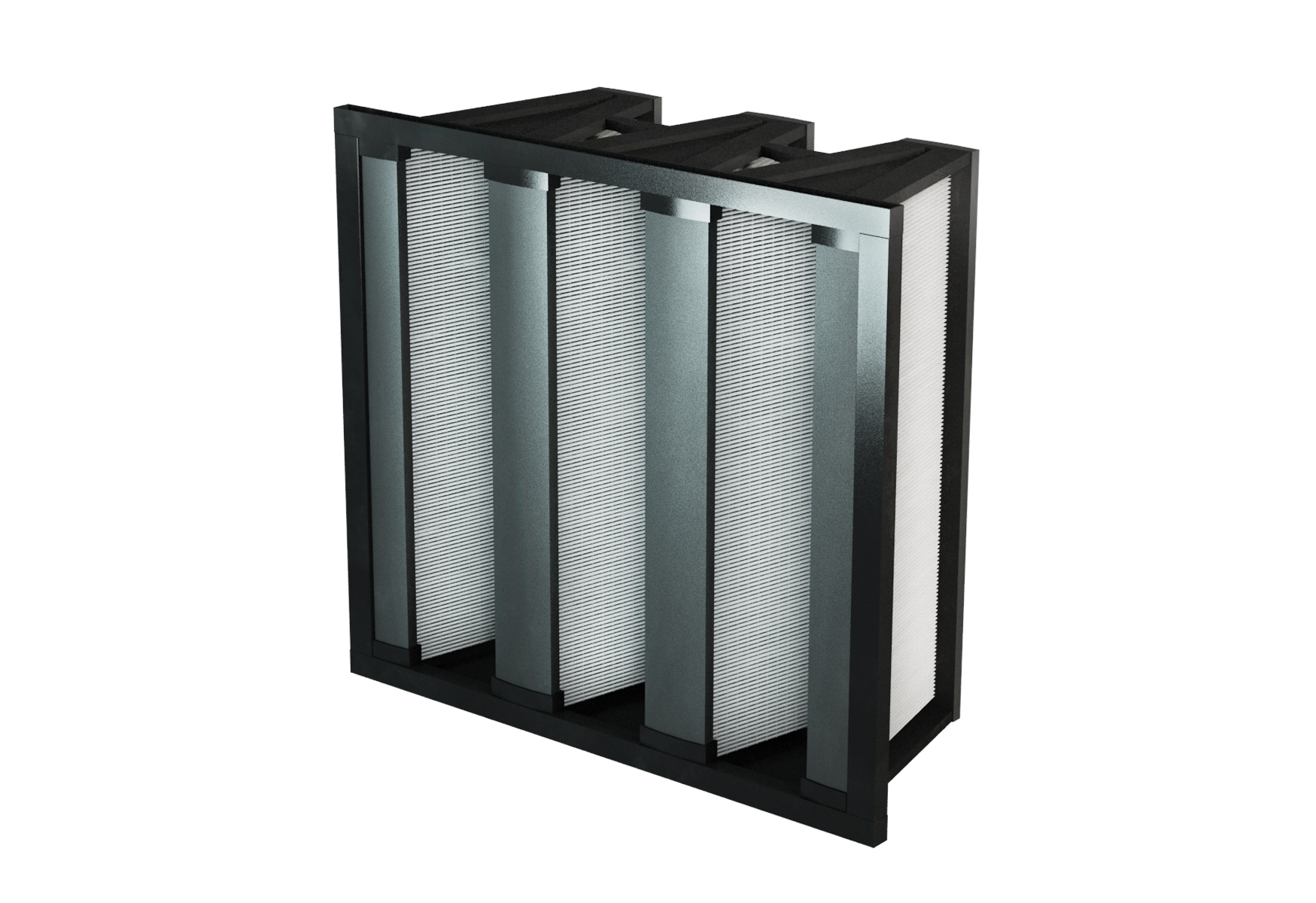
Filtr typu V

  - filtr do oczyszczania powietrza do pomieszczeń i procesów produkcyjnych,
  - prefiltr przed filtrami o wyższej skuteczności filtracji
  - filtr wstępny dla filtrów klasy F7–F9
- Filtr dokładny – filtr powietrza sklasyfikowany do jednej z klas – F7, F8, F9. Do zastosowania w jako:
  - filtr 2 stopnia oczyszczania lub główny układu HVAC
  - filtr do oczyszczania powietrza do pomieszczeń biurowych, szpitali, przetwórstwa produktów spożywczych, procesów produkcyjnych (np. aerozole)
  - filtr układu przygotowania powietrza dla filtrów EPA, HEPA, ULPA
- Filtr EPA Filtr powietrza (Efficient Particulate Air filter – efektywny filtr powietrza) sklasyfikowany do jednej z klas – E10, E11, E12. Do zastosowania w instalacjach:
- Filtr HEPA Filtr powietrza (High Efficient Particulate Air filter – wysoko skuteczny filltr powietrza) sklasyfikowany do jednej z klas – H13, H14. Do zastosowania w instalacjach:
- Filtr ULPA Filtr powietrza (Ultra Low Penetration Air filter – filtr powietrza o bardzo niskiej penetracji) sklasyfikowany do jednej z klas – U15, U16, U17. Do zastosowania w instalacjach:

### Podział filtrów ze względu na budowę
- Filtr kieszeniowy – zbudowany na ramce, składający się z sekwencji kieszeni medium filtrującego. Kieszenie te mają kształt klina i pozostają bez usztywnienia[1].
- Filtr kasetowy – zbudowane na ramce (metalowej, plastikowej lub z impregnowanego kartonu). Wewnątrz ramki znajduje się medium filtracyjne z włókien naturalnych, syntetycznych lub szklanych[2].
- Filtr kompaktowy
- Filtr typu V[3]
- Worki filtracyjne – jedne z najczęściej stosowanych wkładów w procesie filtracji przemysłowej. Luźny worek wykonany z włókniny lub tkaniny określonego rodzaju z konkretną przepuszczalnością i wydajnością, często wzbogacony o ochronę przed wyładowaniami elektrostatycznymi między odfiltrowanymi cząsteczkami, wysoką temperaturą, czy też wzmocnienie dedykowane materiałom agresywnym chemicznie. Worki filtracyjne stosuje się w urządzeniach nazywanych odpylaczami[4].

## Klasyfikacja filtrów
| Grupa filtrów   | Klasa filtracji | Końcowy opór powietrza | Średnie zatrzymanie(Am) pył syntetyczny [%] | Średnia skuteczność(Em) dla cząsteczek 0,4 μm [%] | Minimalna skuteczność(ME)1)dla cząsteczek 0,4 μm [%] |
| --------------- | --------------- | ---------------------- | ------------------------------------------- | ------------------------------------------------- | ---------------------------------------------------- |
| Filtry wstępne  | G1              | 250 Pa                 | 50 ≤ Am < 65                                | –                                                 | –                                                    |
| Filtry wstępne  | G2              | 250 Pa                 | 65 ≤ Am < 80                                | –                                                 | –                                                    |
| Filtry wstępne  | G3              | 250 Pa                 | 80 ≤ Am < 90                                | –                                                 | –                                                    |
| Filtry wstępne  | G4              | 250 Pa                 | 90 ≤ Am                                     | –                                                 | –                                                    |
| Filtry medium   | M5              | 450 Pa                 | –                                           | 40 ≤ Em < 60                                      | –                                                    |
| Filtry medium   | M6              | 450 Pa                 | –                                           | 60 ≤ Em < 80                                      | –                                                    |
| Filtry dokładne | F7              | 450 Pa                 | –                                           | 80 ≤ Em < 90                                      | 35                                                   |
| Filtry dokładne | F8              | 450 Pa                 | –                                           | 90 ≤ Em < 95                                      | 55                                                   |
| Filtry dokładne | F9              | 450 Pa                 | –                                           | 95 ≤ Em                                           | 70                                                   |

1)Minimalna skuteczność jest tutaj najniższą wartością skuteczności filtracji wśród początkowych poziomów skuteczności filtracji, skuteczności filtracji po rozładowaniu elektrostatycznym medium filtracyjnego, najniższego poziomu skuteczności filtracji zaobserwowanego w trakcie procedur testowych.
| Grupa filtrów | Klasa filtracji | Wartość całkowita skuteczności [%] | Wartość całkowita penetracji [%] | Wartość lokalna skuteczności [%] 1)2) | Wartość lokalna penetracji [%] 1)2) |
| ------------- | --------------- | ---------------------------------- | -------------------------------- | ------------------------------------- | ----------------------------------- |
| Grupa E EPA   | E10             | ≥ 85                               | ≤ 15                             | – 3)                                  | – 3)                                |
| Grupa E EPA   | E11             | ≥ 95                               | ≤ 5                              | – 3)                                  | – 3)                                |
| Grupa E EPA   | E12             | ≥ 99,5                             | ≤ 0,5                            | – 3)                                  | – 3)                                |
| Grupa H HEPA  | H13             | ≥ 99,95                            | ≤ 0,05                           | ≥ 99,75                               | ≤ 0,25                              |
| Grupa H HEPA  | H14             | ≥ 99,995                           | ≤ 0,005                          | ≥ 99,975                              | ≤ 0,025                             |
| Grupa U ULPA  | U15             | ≥ 99,999 5                         | ≤ 0,000 5                        | ≥ 99,997 5                            | ≤ 0,002 5                           |
| Grupa U ULPA  | U16             | ≥ 99,999 95                        | ≤ 0,000 05                       | ≥ 99,999 75                           | ≤ 0,000 25                          |
| Grupa U ULPA  | U17             | ≥ 99,999 995                       | ≤ 0,000 005                      | 99,999 9                              | ≤ 0,000 1                           |

1) Patrz punkt 7.5.2 PN EN 1822-4.

2) Wartości miejscowe niższe niż określone w tabeli mogą być uzgodnione pomiędzy dostawcą i nabywcą.

3) Filtry z grupy E nie mogą i nie powinny być testowane badaniem przecieku dla celów klasyfikacji.

## Podstawowe parametry filtra
- Skuteczność filtracji – zdolność urządzenia filtracyjnego (np. filtr powietrza) lub materiału filtracyjnego do zatrzymywania pyłu, określona jako stosunek ilości (masy, liczby cząstek) pyłu zatrzymanego przez filtr do ilości doprowadzonej do filtra

{\displaystyle n={\frac {S1-S2}{S1}},}
gdzie:
{\displaystyle S1} – stężenie pyłu w powietrzu przed filtrem, wyrażone jako np. [mg/m³] lub [liczba cząstek /m³],
{\displaystyle S2} – stężenie pyłu w powietrzu za filtrem, wyrażone jako np. [mg/m³] lub [liczba cząstek /m³]
- Skuteczność całkowita –

1. skuteczność zatrzymania całej masy pyłu bez uwzględniania podziału na frakcje, [–] lub [%],
lub
2. skuteczność uśredniona dla całej powierzchni filtru w danych warunkach eksploatacyjnych, [–] lub [%].
- Skuteczność przedziałowa (frakcyjna) – skuteczność określona dla cząstek o danym wymiarze (średnicy) lub z określonego przedziału ich wymiarów; zależnie od sposobu oznaczenia rozróżnia się przedziałową skuteczność liczbową lub wagową (masową), [–] lub [%].
- Am (średnie zatrzymanie pyłu) – stosunek całkowitej ilości pyłu testowego zatrzymanego przez filtr do całkowitej ilości pyłu podanego aż do osiągnięcia końcowego oporu przepływu. Stosowane do filtrów grupy G, [%].
- Em (średnia skuteczność) – średnia skuteczność dla cząstek 0,4 μm podczas obładowania pyłem aż do osiągnięcia końcowego oporu przepływu powietrza. Stosowane do filtrów grupy M i F, [%].
- ME (minimalna skuteczność) – najniższa wartość separacji pyłu cząsteczek o wielkości 0,4 μm osiągana dla filtra w 3 testach; początkowa skuteczność filtracji, skuteczność filtracji w czasie całego testu i skuteczność filtracji przy całkowitym rozładowaniu elektrostatycznym medium filtracyjnego.
- Pojemność pyłowa filtra – masa pyłu zatrzymanego przez filtr, przypadająca na jednostkę powierzchni filtracyjnej, przy której został osiągnięty stan końcowy filtra, [g/m²].
- Początkowy opór przepływu (początkowy spadek ciśnienia) – spadek ciśnienia na niezapylonym filtrze, eksploatowanym przy nominalnym strumieniu powietrza, [Pa].
- Strata ciśnienia podczas przepływu powietrza przez filtr (opór przepływu powietrza, spadek ciśnienia powietrza) – różnica ciśnienia statycznego przed i za filtrem, [Pa].
- Zalecany końcowy opór przepływu (górna wartość graniczna) – ustalona przez producenta filtra górna wartość oporu przepływu powietrza, po osiągnięciu której materiał filtracyjny powinien być wymieniony, [Pa].
- Końcowy opór przepływu – spadek ciśnienia na filtrze, do którego osiągnięcia są mierzone parametry filtra dla celów klasyfikacji, [Pa],
- Stan końcowy filtra – stan, w którym opór filtra osiągnął górną wartość graniczną lub w którym skuteczność filtracji spadła do wartości uznanej w danej metodyce pomiarowej za najniższą dopuszczalną.
- Nominalne natężenie przepływu powietrza – natężenie przepływu powietrza przez filtr, określone przez producenta, odpowiadające warunkom eksploatacyjnym, dla których zaprojektowano filtr, przy gęstości powietrza 1,20 kg/m³, wyrażone w [m³/s].
- Powierzchnia czołowa filtra – powierzchnia przekroju poprzecznego filtru łącznie z ramą, [m²].
- Powierzchnia czynna filtra – powierzchnia przekroju poprzecznego filtru, przez którą przepływa powietrze, [m²].
- Powierzchnia efektywna materiału filtracyjnego – powierzchnia efektywna materiału filtracyjnego w filtrze, przez którą przepływa powietrze (bez powierzchni klejonych, prętów itd.), [m²].
- Prędkość wlotowa (czołowa) – strumień objętościowy powietrza [m³/s] podzielony przez powierzchnię czołową filtra, [m/s].
- Prędkość przepływu – strumień objętościowy powietrza [m³/s] podzielony przez powierzchnię czynną filtra, [m/s].
- Prędkość filtracji – strumień objętościowy powietrza [m³/s] podzielony przez powierzchnię efektywną materiału filtracyjnego w filtrze, [m/s].
- Klasyfikacja filtrów powietrza – zaliczenie filtrów powietrza do odpowiednich grup oraz klas na podstawie wartości parametrów filtracyjnych (skuteczności lub penetracji) określanych za pomocą specjalnych procedur badawczych opisanych w normach.